# Rio Băgău
O Rio Băgău é um rio da Romênia afluente do rio Hopârta, localizado no distrito de Alba.